# Марківці (Летичівська селищна громада)
Ма́рківці — село в Україні, у Летичівській селищній громаді Хмельницького району Хмельницької області. Населення становить 212 осіб.

## Історія
Марківці Летичівського повіту згадуються в польському переписі "плугів" 1530 року як deserta (пусте селище, у якому не жили люди). Відсутність населення на той час можна пояснити частими татарськими набігами.
За переписом 1897 року в селі мешкало 537 осіб, серед них — 283 чоловіка та 254 жінки. Православними себе назвали 488. У Марківцях тоді вже була церква.
7 (20) листопада 1917 року, відповідно до Третього Універсалу Української Центральної Ради, увійшло до складу Української Народної Республіки.
12 червня 2020 року, відповідно до розпорядження Кабінету Міністрів України № 727-р «Про визначення адміністративних центрів та затвердження територій територіальних громад Хмельницької області», увійшло до складу Летичівської селищної територіальної громади.
19 липня 2020 року, в результаті адміністративно-територіальної реформи та ліквідації Летичівського району, село увійшло до складу новоутвореного Хмельницького району.

## Уродженці
- Володимир (Сабодан) — предстоятель УПЦ (МП).

## Галерея

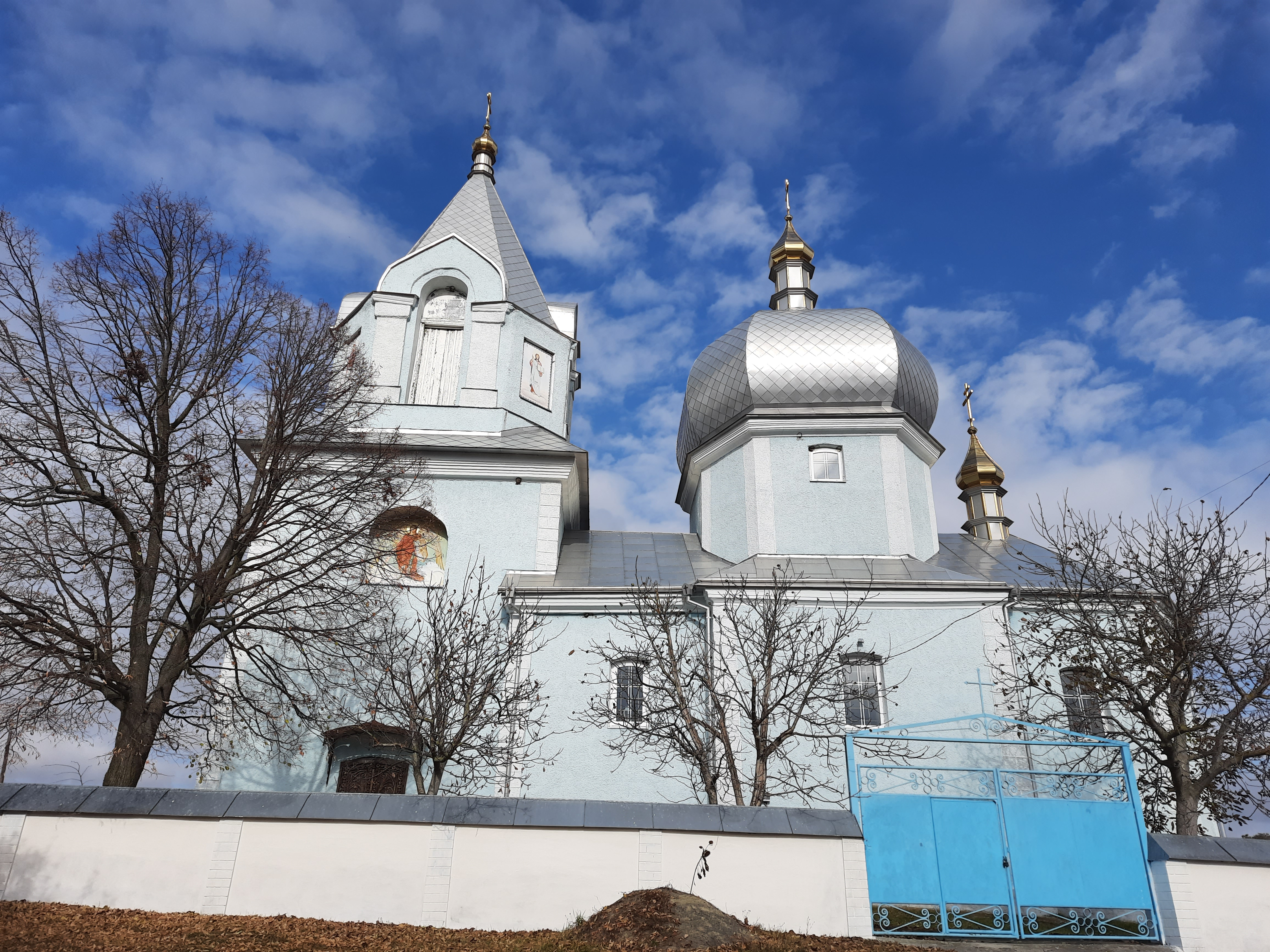
Михайлівська церква
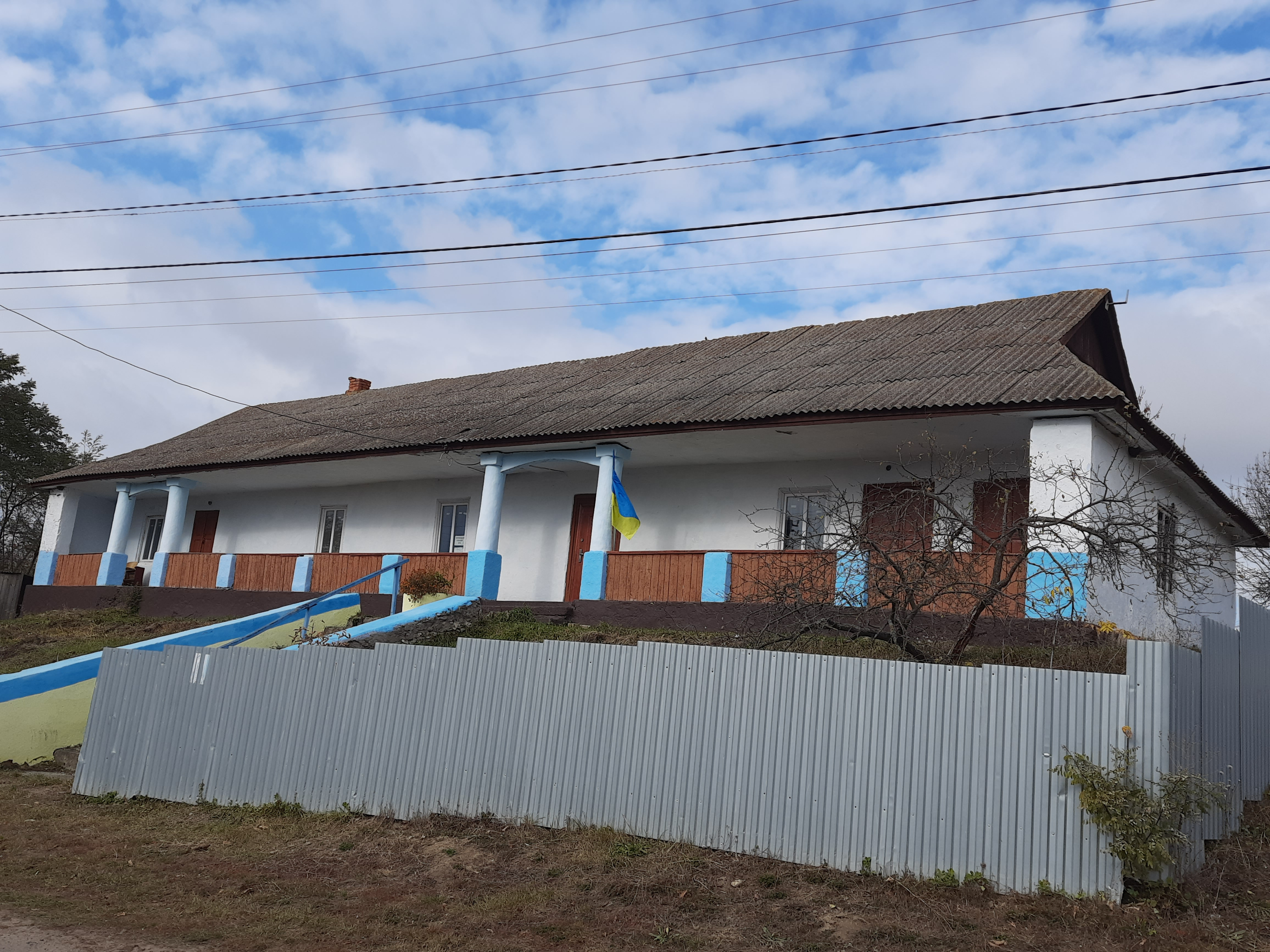
Клуб
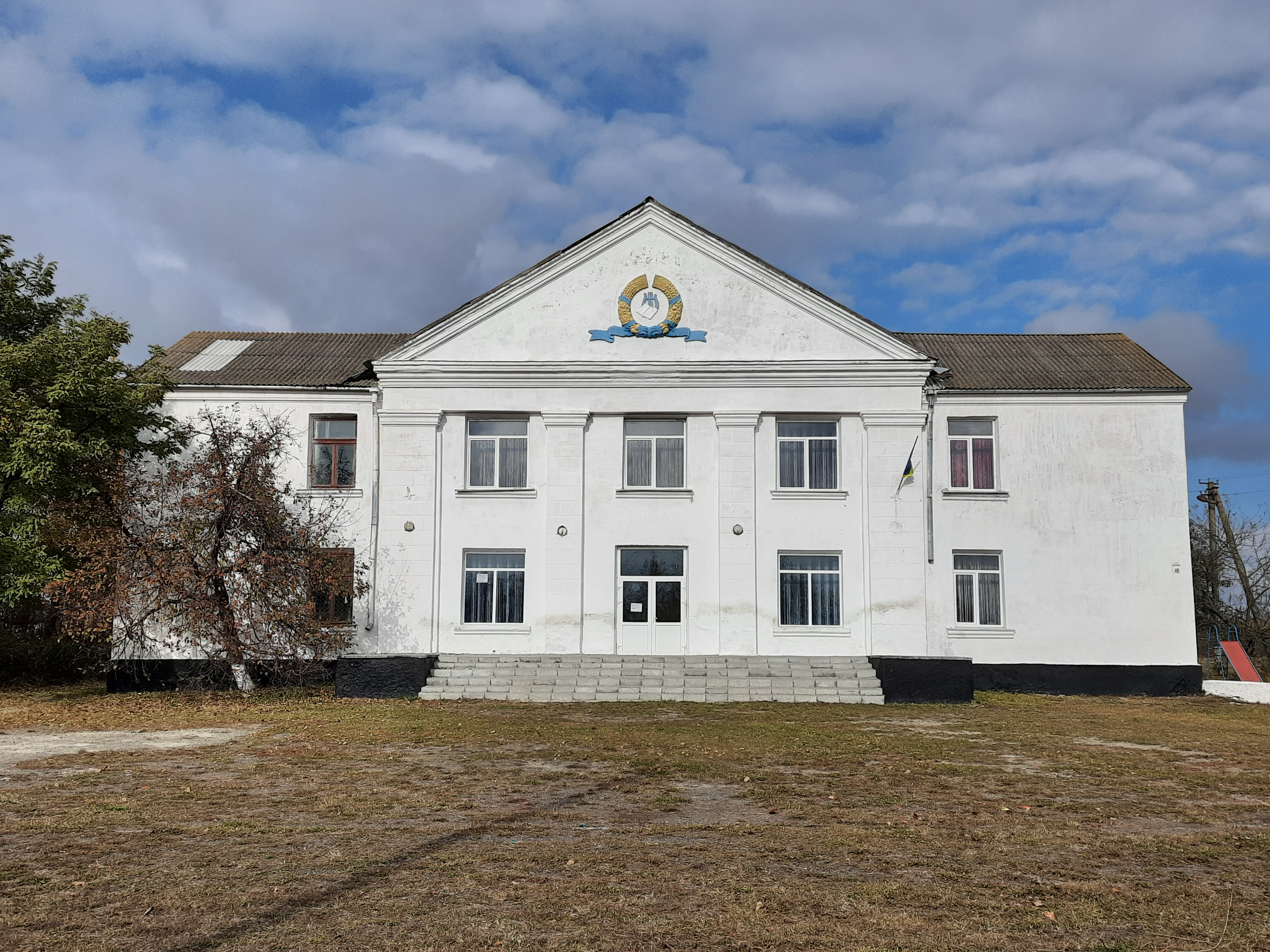
Школа